# Элиникон (Аттика)
Элинико́н (греч. Ελληνικόν), Элинико (Ελληνικό) — город в Греции, южный пригород Афин. Расположен на Афинской равнине на берегу залива Сароникоса у подножия Имитоса на высоте 5 метров над уровнем моря, в 11 километрах к юго-востоку от центра Афины, площади Омониас, и в 19 километрах к юго-западу от международного аэропорта «Элефтериос Венизелос». Входит в общину (дим) Элиникон-Арьируполис в периферийной единице Южные Афины в периферии Аттика. Население 17 259 жителей по переписи 2011 года. Площадь 7,127 квадратного километра.

## История
Элиникон был основан в 1925 году беженцами из Сурмены в Понте (ныне Сюрмене) после Малоазийской катастрофы и греко-турецкого обмена населением. Территория была непригодна для жизни, бесплодной и безводной. Здесь до 1830 года располагалось пастбище, чифтлик Хасани (Χασάνι), принадлежавший турецкому паше Хасану и простирающееся до Вулы. В 1925—1926 году здесь размещаются на поселение беженцы из Понта при поддержке комитета спасения, президентом которого являлся Генри Моргенто, посол США в Османской империи в 1913—1916 годах, а затем греческое население из Фракии. Беженцы некоторое время жили в Арьируполисе, поскольку там была вода. Прибыв на место, беженцы дали ему название Сурмена (Σούρμενα) в память о покинутой родине. На склонах Имитоса, где веками никто не жил, в скалистой и негостеприимной местности беженцы поставили палатки для защиты от солнца, дождя, ветра и холода. Некоторые строили землянки, которые быстро размывало дождями.

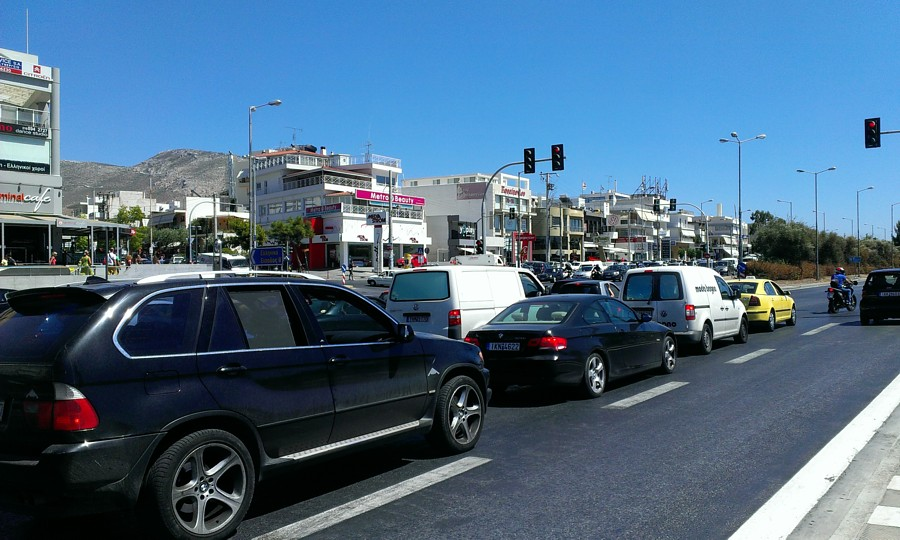
Проспект Вулиагменис в Элиниконе

В 1925 году по жребию распределялись земельные участки по половине гектара. Участки выдавались по определенным условиям. В Сурмене не было улиц и общественных мест, за вычетом их оставалось 40 соток. В Като-Элиниконе владелец участка обязан был возделать и огородить его, посадить сад. Позволить это могли только самые богатые из беженцев. Като-Элиникон заселили торговцы и судовладельцы, богатые и грамотные выходцы из Смирны, Понта и Константинополя. Като-Элиникон назвали Кипуполи (Κηπούπολη) от κήπος «сад».
В 1928 году построены первые каменные дома и официально создан город. В том же году открывается общественный колодец на проспекте Иасониду (Λεωφόρος Ιασωνίδου). До постройки водопровода в 1956 году жители рыли колодцы глубиной 22—30 метров или покупали привозную воду.

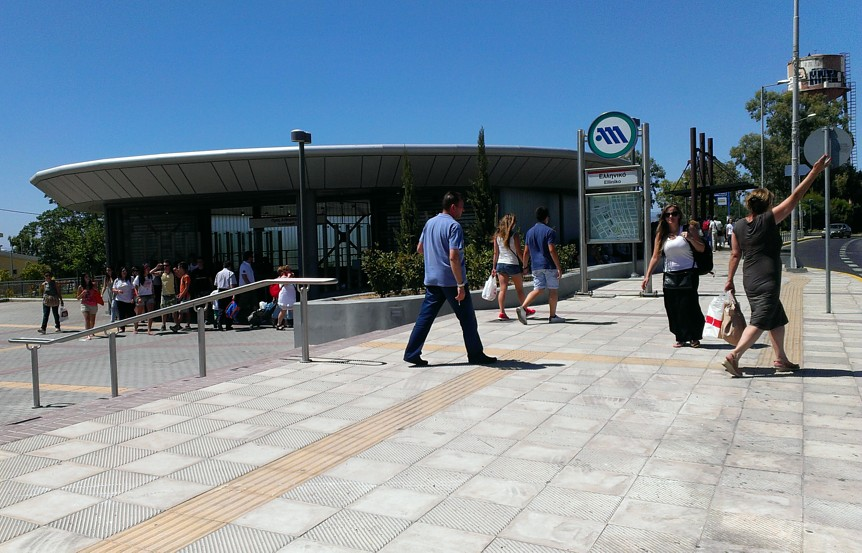
Станция метро «Элинико»

До 1929 года Сурмена принадлежала к сообществу Каламакиону. В 1929 году (ΦΕΚ 221Α) было создано сообщество Комнина (Κοινότητα Κομνηνών), в 1930 году (ΦΕΚ 80Α) — сообщество Элиникон.
Правительство Иоанниса Метаксаса решает построить аэропорт «Элиникон». В 1935 году сам Метаксас закладывает краеугольный камень, сносятся дома в Хасани до границы Кипуполи. В 1937 году начато строительство проспекта Вулиагменис, которое закончилось в 1938 году. Автобусная линия связала Элиникон с центром Афин, с отправной точкой у Академии.
В 1925—1932 годах начальная школа работает в бараке, покрытом листами шифера, на месте фонда ПИКПА (ΠΙΚΠΑ), где сейчас находится площадь Сурменон (Πλατεία Σουρμένων). В 1932 году построена каменная школа, закрытая в 1968 году. Здание школы сохранилось, в нём находится Исторический и фольклорный понтийский музей (Ιστορικό και Λαογραφικό Ποντιακό Μουσείο Σουρμένων).
В 1943 году во время оккупации Греции странами «оси» жители были выселены и переселились в Неа-Смирни, Кокинью и Калитею. Здесь был создан фальшивый аэродром. При бомбардировке союзников область была разрушена. Во время оккупации в 1943 году сообщества Глифада и Элиникон были упразднены и создана община Эвриали (Δήμος Ευρυάλης). В 1945 году вновь создано сообщество Элиникон.
В октябре 1944 года Сурмена была освобождена и жители вернулись и начали восстанавливать свои дома. В 1945—1955 годах область восстанавливается. Дома строятся отдельно стоящими с внутренними дворами. Преимущественно их жители — небогатые строители и рабочие. В 1956 году перед визитом Эйзенхауэра были снесены дома на площади около 5 квадратных километров в Хасани и части Като-Элиникона для расширения аэропорта и американской военной базы.
В 1968 году (ΦΕΚ 163Α) сообщества Каламакион и Элиникон упразднены и при их слиянии создана община (дим) Алимос. В 1975 году (ΦΕΚ 219Α) вновь создано сообщество Элиникон. В 1982 году (ΦΕΚ 98Α) сообщество признано как община (дим).

## Спорт
После закрытия аэропорта «Элиникон» был построен Олимпийский комплекс для летних Олимпийских игр 2004 года. На стадионе прошли соревнования по бейсболу, в софтбольном центре — по софтболу, в хоккейном центре — по хоккею на траве, в центре гребли — по гребле на байдарках и каноэ, в крытом зале — финальные соревнования по гандболу и групповой этап соревнований по баскетболу, в фехтовальном зале — соревнования по фехтованию.

## Транспорт
Элиникон пересекает проспект Вулиагменис (национальная дорога 80) и проспект Посидонос. Элиникон обслуживает станция Линии 2 афинского метрополитена «Элинико».

## Население
| Год  | Население, человек |
| ---- | ------------------ |
| 1991 | 12 544             |
| 2001 | 16 223             |
| 2011 | ↗ 17 259           |